# Président de la généralité de Catalogne
Le président de la généralité de Catalogne (en catalan : President de la Generalitat de Catalunya, en espagnol : Presidente de la Generalidad de Cataluña, en occitan : President dera Generalitat de Catalonha), est le chef du gouvernement de la communauté autonome de Catalogne et le chef de la généralité de Catalogne.
Établi par le statut d'autonomie, le président est chargé de diriger l'action du gouvernement ainsi que le représentant ordinaire de l'État espagnol dans la communauté autonome.
Le titulaire de cette fonction est le social-démocrate Salvador Illa depuis le 10 août 2024.

## Statut

### Élection
La procédure est régie par les articles 152, alinéa 1er, de la Constitution espagnole de 1978, et 36, alinéa 1er du statut d'autonomie, ainsi que par la loi de 2008 relative à la présidence de la Généralité et par le règlement du Parlement de Catalogne.
À la suite de l'installation d'une nouvelle législature ou de la cessation des fonctions du président de la Généralité, le président du Parlement de Catalogne consulte les différents groupes politiques. Il propose dans un délai de dix jours et parmi les députés un candidat à l'investiture.
Le candidat doit alors exposer son programme de gouvernement, et solliciter la confiance du Parlement lors d'une séance plénière appelée « débat d'investiture ». Le vote a lieu à la fin du débat, et le candidat sera investi s'il recueille un nombre de votes affirmatifs au moins égal à la majorité absolue des députés, 68 actuellement. Si tel n'est pas le cas, un second tour est organisé deux jours plus tard, la majorité simple étant cette fois-ci suffisante.
Si le candidat n'est toujours pas investi, le président du Parlement devra présenter un nouveau candidat, qui suivra la même procédure, et ainsi de suite jusqu'à ce qu'il y ait une investiture. Toutefois, si celle-ci n'intervient pas dans un délai de deux mois à compter du tout premier vote, le Parlement sera dissous et un nouveau scrutin organisé.
Une fois le candidat investi, le président du Parlement en fait communication au roi d'Espagne.

### Cessation de fonctions
Le président cesse ses fonctions le jour de la tenue des élections parlementaires catalanes, à la suite de l'adoption d'une motion de censure constructive, qui entraîne l'élection de son successeur, par le rejet d'une question de confiance posée au Parlement, par démission, incapacité physique ou mentale notoire dûment constatée par le Parlement, ou par décès. Dans les deux derniers cas, l'intérim est exercé par le président du Parlement, qui a alors pour mission d'organiser l'investiture d'un nouveau président de la Généralité au plus vite.

### Suppléant éventuel
Conformément à l'article 69 du statut de 2006, le président a la capacité de nommer un Premier conseiller (Conseller Primer ou Consejero Primero), qui l'assiste, et éventuellement le supplée, dans l'exercice de certaines de ses fonctions. En l'absence d'un tel cas, il peut désigner un vice-président, qui doit être obligatoirement à la tête d'un département exécutif.

## Fonctions

### Représentatives
Le président de la Généralité est le plus haut représentant de la généralité de Catalogne et le représentant ordinaire de l'État espagnol en Catalogne. Il a donc pour mission de maintenir les relations avec les autres institutions de l'État, les communautés autonomes, de convoquer les élections au Parlement de Catalogne et de nommer les hauts fonctionnaires déterminés par les lois.
De plus, en sa qualité de représentant de l'État, il promulgue, au nom du roi d'Espagne, les lois régionales de Catalogne.

### Gouvernementales
Le président appartient au gouvernement de Catalogne (Govern de Catalunya ou Gobierno de Cataluña), qu'il dirige et coordonne. Ainsi, il établit les lignes directrices générales de l'action gouvernementale. En outre, il nomme et met fin aux fonctions des conseillers, convoque et préside les réunions du gouvernement, signe les décrets adoptés par le conseil exécutif et ordonne leur publication. Il peut également demander au Parlement de se réunir en session extraordinaire, le dissoudre, pour convoquer des élections anticipées, ou solliciter de sa part la tenue d'un débat général.
De plus, il doit coordonner le programme législatif du gouvernement, l'élaboration de normes à caractère général, convoquer et présider les commissions du conseil exécutif, et faciliter l'information réclamé par les députés au gouvernement.

## Liste des titulaires

### Présidents de la députation du général
Les députations permanentes étaient des entités administratives du Moyen Âge qui permettaient d'organiser les différents territoires de la couronne d'Aragon : principauté de Catalogne, royaume d'Aragon, royaume de Valence. Voici une liste des représentants de ces députations.  
| - Berenguer de Cruïlles (1359-1362) - Romeu Sescomes (1363-1364) - Ramon Gener (1364-1365) - Bernat Vallès (1365-1367) - Romeu Sescomes (1375-1376) - Joan Ier d’Empúries (1376) - Guillem de Guimerà i d'Abella (1376-1377) - Galceran de Besora i de Cartellà (1377-1378) - Ramon Gener (1379-1380) - Felip d’Anglesola (1380) - Pere de Santamans (1381-1383) - Arnau Descolomer (1384-1389) - Miquel de Santjoan (1389-1396) - Alfons de Tous (1396-1413) - Marc de Vilalba (1413-1416) - Andreu Bertran (1416-1419) - Joan Desgarrigues (1419-1422) - Dalmau de Cartellà (1422-1425) - Felip de Malla (1425-1428) - Domènec Ram (1428-1431) - Marc de Vilalba (1431-1434) - Pere de Palou (1434-1437) - Pere de Darnius (1437-1440) - Antoni d’Avinyó i de Moles (1440-1443) - Jaume de Cardona i de Gandia (1443-1446) - Pero Ximénez de Urrea (1446-1449) - Bertran Samasó (1449-1452) - Bernat Guillem Samasó (1452-1455) - Nicolau Pujades (1455-1458) - Antoni Pere Ferrer (1458-1461) - Manuel de Montsuar (1461-1464) - Francesc Colom (1464-1467) - Ponç Andreu de Vilar (1467-1470) - Miquel Samsó (1470-1473) - Joan Maurici de Ribes (1473-1476) - Miquel Delgado (1476-1478) - Pere Joan Llobera (1478-1479) - Berenguer de Sos (1479-1482) - Pere de Cardona (1482-1485) - Ponç Andreu de Vilar (1485-1488) - Juan Payo Coello (1488-1491) - Joan de Peralta (1491-1494) - Francí Vicens (1494-1497) - Pedro Mendoza (1497-1500) - Alfons d’Aragó (1500-1503) - Ferrer Nicolau de Gualbes i Desvalls (1503-1504) - Gonzalo Fernández de Heredia (1504-1506) | - Lluís Desplà i d’Oms (1506-1509) - Jordi Sanç (1509-1512) - Joan d’Aragó (1512-1514) - Jaume Fiella (1514-1515) - Esteve de Garret (1515-1518) - Bernat de Corbera (1518-1521) - Joan Margarit de Requesens (1521-1524) - Lluís de Cardona i Enríquez (1524-1527) - Francesc de Solsona (1527-1530) - Francesc Oliver i de Boteller (1530-1533) - Dionís de Carcassona (1533-1536) - Joan Pasqual (1536-1539) - Jeroni de Requesens i Roís de Liori (1539-1542) - Miquel Puig (1542-1545) - Jaume Caçador (1545-1548) - Miquel d’Oms i de Sentmenat (1548-1551) - Onofre de Copons i de Vilafranca (1551-1552) - Miquel de Ferrer i de Marimon (1552) - Joan de Tormo (1552-1553) - Miquel de Tormo (1553-1554) - Francesc Jeroni Benet Franc (1554-1557) - Pere Àngel Ferrer i Despuig (1557-1559) - Ferran de Lloaces i Peres (1559-1560) - Miquel d’Oms i de Sentmenat (1560-1563) - Onofre Gomis (1563-1566) - Francesc Giginta (1566-1569) - Benet de Tocco (1569-1572) - Jaume Cerveró (1572-1575) - Pere Oliver de Boteller i de Riquer (1575-1578) - Benet de Tocco (1578-1581) - Rafael d’Oms (1581-1584) - Jaume Beuló (1584) - Pere Oliver de Boteller i de Riquer (1584-1587) - Martí Joan de Calders (1587) - Francesc Oliver de Boteller (1587-1588) - Jaume Caçador i Claret (1590-1593) - Miquel d’Agullana (1593-1596) - Francesc Oliver de Boteller (1596-1598) - Francesc Oliveres (1598-1599) - Jaume Cordelles i Oms (1599-1602) - Bernat de Cardona i de Queralt (1602-1605) - Pere Pau Caçador i d’Aquilar-Dusai (1605-1608) - Onofre d’Alentorn i de Botella (1608-1611) - Francesc de Sentjust i de Castre (1611-1614) - Ramon d’Olmera i d’Alemany (1614-1616) - Miquel d’Aimeric (1616-1617) - Lluís de Tena (1617-1620) | - Benet Fontanella (1620-1623) - Pere de Magarola i Fontanet (1623-1626) - Francesc Morillo (1626-1629) - Pele Antoni Serra (1629-1632) - Esteve Salacruz (1632) - Garcia Gil de Manrique y Maldonado (1632-1635) - Miquel d’Alentorm i de Salbá (1635-1638) - Pau Claris i Casademunt (1638-1641) - Josep Soler (1641) - Bernat de Cardona i de Raset (1641-1644) - Gispert d’Amat i Desbosc de Sant Vicenç (1644-1647) - Andreu Pont (1647-1650) - Pau del Rosso (1650-1654) - Francesc Pijoan (1654-1656) - Joan Jeroni Besora (1656-1659) - Pau d’Àger (1659-1662) - Jaume de Copons i de Tamarit (1662-1665) - Josep de Magarola i de Grau (1665-1668) - Joan Pagès i Vallgornera (1668-1671) - Josep de Camporrells i de Sabater (1671-1674) - Esteve Mercadal i Dou (1674-1677) - Alfonso de Sotomayor (1677-1680) - Josep Sastre i Prats (1680-1683) - Baltasar de Muntaner i de Sacosta (1683-1686) - Antoni de Saiol i de Quarteroni (1686-1689) - Benet Ignasí de Salazar (1689-1692) - Antoni de Planella i de Cruïlles (1692-1695) - Rafael de Pinyana i Galvany (1695-1698) - Climent de Solanell i de Foix (1698-1701) - Josep Antoni Valls i Pandutxo (1701) - Antoni de Planella i de Cruïlles (1701-1704) - Francesc de Valls i Freixa (1704-1705) - Josep Grau (1706-1707) - Manuel de Copons i d’Esquerrer (1707-1710) - Francesc Antoni de Solanell i de Montellà (1710-1713) - Josep de Vilamala (1713-1714) |

### Sources
- (ca) Cet article est partiellement ou en totalité issu de l’article de Wikipédia en catalan intitulé « President de la Generalitat de Catalunya » (voir la liste des auteurs).
- Loi de la présidence de la Généralité et du gouvernement